# HD 91669
HD 91669 — двойная звезда в созвездии Гидры на расстоянии около 230 световых лет (около 70,5 парсек) от Солнца. Видимая звёздная величина звезды — +9,7m. Возраст звезды определён как около 10,1 млрд лет.
HD 91669B открыта группой астрономов в 2008 году.

## Характеристики
Первый компонент (HD 91669A) — оранжевая звезда спектрального класса K0III-K1III, или K0. Масса — около 0,954 солнечной, радиус — около 0,963 солнечного, светимость — около 0,76 солнечной. Эффективная температура — около 5213 K.
Второй компонент (HD 91669B) — коричневый карлик. Масса — около 30,6 юпитерианской. Орбитальный период — около 500,5 суток. Удалён в среднем на 1,205 а.е..

## Планетная система
В 2019 году учёными, анализирующими данные проектов Hipparcos и Gaia, у звезды обнаружена планета HIP 51789 c.